# Auburn, Illinois
Auburn är en stad i Sangamon County i Illinois. Vid 2010 års folkräkning hade Auburn 4 771 invånare.